# Эстетика существования
Эстетика существования или «эстетизация субъекта» — понятие, которое разрабатывал французский философ Мишель Фуко в своих поздних философских работах. Под эстетизацией он понимал стремление к «преобразованию самого себя». Подробнее об эстетике существования Фуко рассказывает в интервью Алессандро Фонтано для издания Panorama в 1984 году.
Проблематика эстетики существования приходит на смену этики существования, или этоса. Идея морали как подчинения кодексу правил в настоящее время находится в процессе исчезновения или уже исчезла. И этому отсутствию морали соответствуют поиски эстетики существования.

### Сёрен Кьеркегор

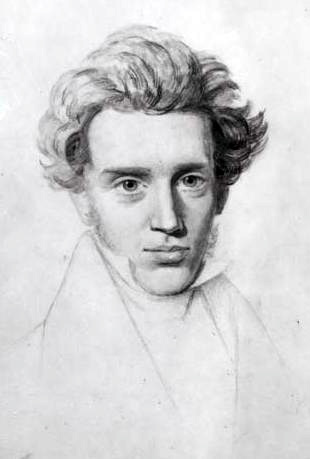
Kierkegaard

Эстетикой существования философы занимаются, минимум, уже на протяжении двух столетий. Одним из первых кто, со всей серьезностью, взялся исследовать этот феномен был датский философ-экзистенциалист Сёрен Кьеркегор. В своем трактате «Или — Или» он описывает один из модусов человеческого существования — эстетического. Экзистенция эстетика раскрывается в настоящем, в моментах наслаждения. Ключевым моментом наслаждения является желание. Эстетика можно назвать творцом, создающим собственную жизнь из сборки своих выборов. Это еще не экзистенциальный выбор, по крайней мере по-мнению Кьеркегора, потому как ему не достает связи с всеобщим — то есть этикой. Отсюда следует его смысл жизни — беспрерывная погоня за удовлетворением своих желаний. Через них человек находит себя. Прислушиваясь к своим желанием, человек впервые слышит себя, чего хочет Он. Свободный выбор человека — это выбор себя, это конструирования себя из не-до-бытия до полноценного бытия здесь и сейчас.
Совершение экзистенциального выбора, который меняет человека и вырывает его из прежней жизни — это прорыв человека к бытию человека как способа существования человека. Когда человек перестает быть пассивной частью мира, претерпевающего суету повседневности, и приближается к себе самому, открывает именно себя, начинает узнавать своё «Я», не по сарафану и башмакам, а Я, как оно есть.
Несмотря на то, что все же философия Кьеркегора насквозь религиозна, мы можем увидеть в ней то, что будет выходить за пределы христианского сознания. Если постмодерн в дальнейшем поставит вечную жизнь под вопрос, то наличное существование остается в наших руках. Полнота присутствия в бытии открывает глаза человеку на себя и на мир, позволяет вздохнуть полной грудью, чистым воздухом свободы. Разрыв цепей культуры совершается в философии Ницше, — Кьеркегор же говорит практически о том же, но подход его более основателен, ведь он показывает нам путь развития индивида с рождения и вплоть до «рыцаря веры», когда человек выступает против всеобщего своей единичностью.

### Мишель Фуко

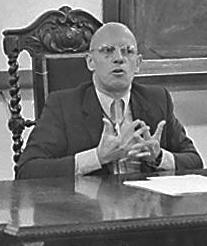
Мишель Фуко

Для Фуко, в процессе эстетизации важны уже другие моменты. Во-первых, это противопоставление процессу субъективации субъекта, его социализации. Субъект, занимающийся эстетизацией работает над собой, стремится преобразовать себя. Во-вторых, это спонтанность, которая несовместима с субъективацией. Эстетизация — феномен, относящийся к стремлению человека стать свободным. К эстетизации образа жизни относятся такие стили жизни, как стоицизм, монашество, пуританизм. Все они привнесли нечто новое в общества где они зародились. Не следуя текущим диспозитивам, эти практики эстетизации представляют собой индивидуальный выбор людей. Общеизвестно, что все эти стили жизни, которые были описаны выше, в дальнейшим перейдут в статус диспозитивов выступающих в статусе агентов субъективации.
Макс Вебер в его знаменитой работе об истоках капитализма учит не тому, что скорее религия влияла на экономику, чем наоборот, а тому, что, определенный этос — этос трудолюбивого, бережливого, аскетичного и порядочного в делах пуританина — был изобретен исходя из того, что мы назовем ложной целью. Затем этот этос, этот личный стиль жизни, распространился как норма на весь деловой мир в суженной форме, сводясь к не столь аскетичной «рациональной и целенаправленной» позиции.

Стоит заметить, что для Фуко эстетика существования носила и личный характер.
«Идея стиля существования и, следовательно, работы себя над собой, занимала большое место в беседах и, вне сомнения, в раздумьях и переживаниях Фуко в последние месяцы его жизни, об угрозе которой знал только он сам. Усматривая в самом себе произведение, над которым нужно работать, субъект способен предписать себе мораль, уже не подкрепленную ни Богом, ни традицией, ни разумом.» Поль Вен.
В разработке проблематике эстетики существования Фуко видел новую генеалогию морали, которая должна была заменить отжившие метанарративы.